# Ichthyosauromorpha
Ichthyosauromorpha — клада викопних морських плазунів, які мешкали між нижнім тріасом і верхньою крейдою (приблизно 250—100 мільйонів років тому). Клада включає Hupehsuchia та іхтіозавроподібних (включаючи Cartorhynchus, Utatsusaurus, Chaohusaurus, Grippia та добре відомих іхтіозаврів).
Клада Ichthyosauromorpha складається з останнього спільного предка Ichthyosaurus communis і Hupehsuchus nanchangensis, а також усіх їхніх нащадків.

## Еволюція
Раніше вважалося, що Ichthyosauromorpha, ймовірно, виникли в Китаї під час верхнього нижнього тріасового періоду, приблизно 248 мільйонів років тому. Проте дослідження 2023 року зафіксувало скам'янілості похідного морського іхтіозавроморфа у найдавніших тріасових породах Шпіцбергена, лише через 2 мільйони років після події пермсько-тріасового вимирання . Наявність такого похідного іхтіозавроморфа так рано в тріасі вказує на те, що іхтіозавроморфи (і, можливо, іхтіозавроподібні, залежно від оцінок розбіжностей) виникли в пермі і, отже, пережили масове вимирання на відміну від екологічних наступників, які еволюціонували після нього.
Їхні стосунки з іншими рептиліями залишаються нез’ясованими через їхню дуже різноманітну морфологію та ймовірне давнє походження, навіть у їхніх найдавніших відомих представників, хоча їх зазвичай вважають діапсидами. Дослідження ранньої еволюції рептилій 2022 року класифікувало Ichthyosauromorpha як базальних архозавроморфами, утворюючи кладу з Thalattosauria та Sauropterygia як сестринськими з рештою Archosauromorpha.

## Таксономія
- Клада Ichthyosauromorpha
  - Ряд Hupehsuchia
  - Клада Ichthyosauriformes
    - Клада Nasorostra
    - Надряд Ichthyopterygia

## Філогенія
|                    | Hupehsuchia                                                    |
|                    |                                                                |
| Ichthyosauriformes | \| \| Nasorostra \| \| \| \| \| \| Ichthyopterygia \| \| \| \| |
|                    | \| \| Nasorostra \| \| \| \| \| \| Ichthyopterygia \| \| \| \| |
|                    | Nasorostra                                                     |
|                    |                                                                |
|                    | Ichthyopterygia                                                |
|                    |                                                                |

|  | Nasorostra      |
|  |                 |
|  | Ichthyopterygia |
|  |                 |